# Mount Taron
Der Mount Taron ist der höchste Berg des Hans-Meyer-Gebirges auf der papua-neuguineischen Insel Neuirland im Pazifischen Ozean. Er ist als höchster Berg Neuirlands auch der höchste Gipfel des Bismarck-Archipels. Mit einer Höhe von 2340 oder 2379 m ist er der achtprominenteste Berg Ozeaniens (ohne Neuguinea) und macht Neuirland zur vierthöchsten Insel Papua-Neuguineas, achthöchsten Insel des Kontinents Australien sowie einer der 50 höchsten Inseln weltweit.
Er liegt zwölf Kilometer nordwestlich des Ortes Taron, nach dem er benannt ist, im Südosten der länglichen Insel. Dies stellt auch die nächste Küste dar; im Westen sind es 28 km zur Bismarcksee. Das Landesinnere der Insel ist kaum besiedelt, alle Hänge des Mount Taron sind stark bewaldet. Er ist schwer zu erreichen, denn es gibt nur eine Küstenstraße. Nahe dem Gipfel entspringen die beiden Hauptflüsse Neuirlands, der Weitin River weniger als zwei Kilometer entfernt, die zu unterschiedlichen Seiten ins Meer fließen. Dieser ist etwa 36 km lang und bis zu  420 m breit.